# 聖克魯斯角

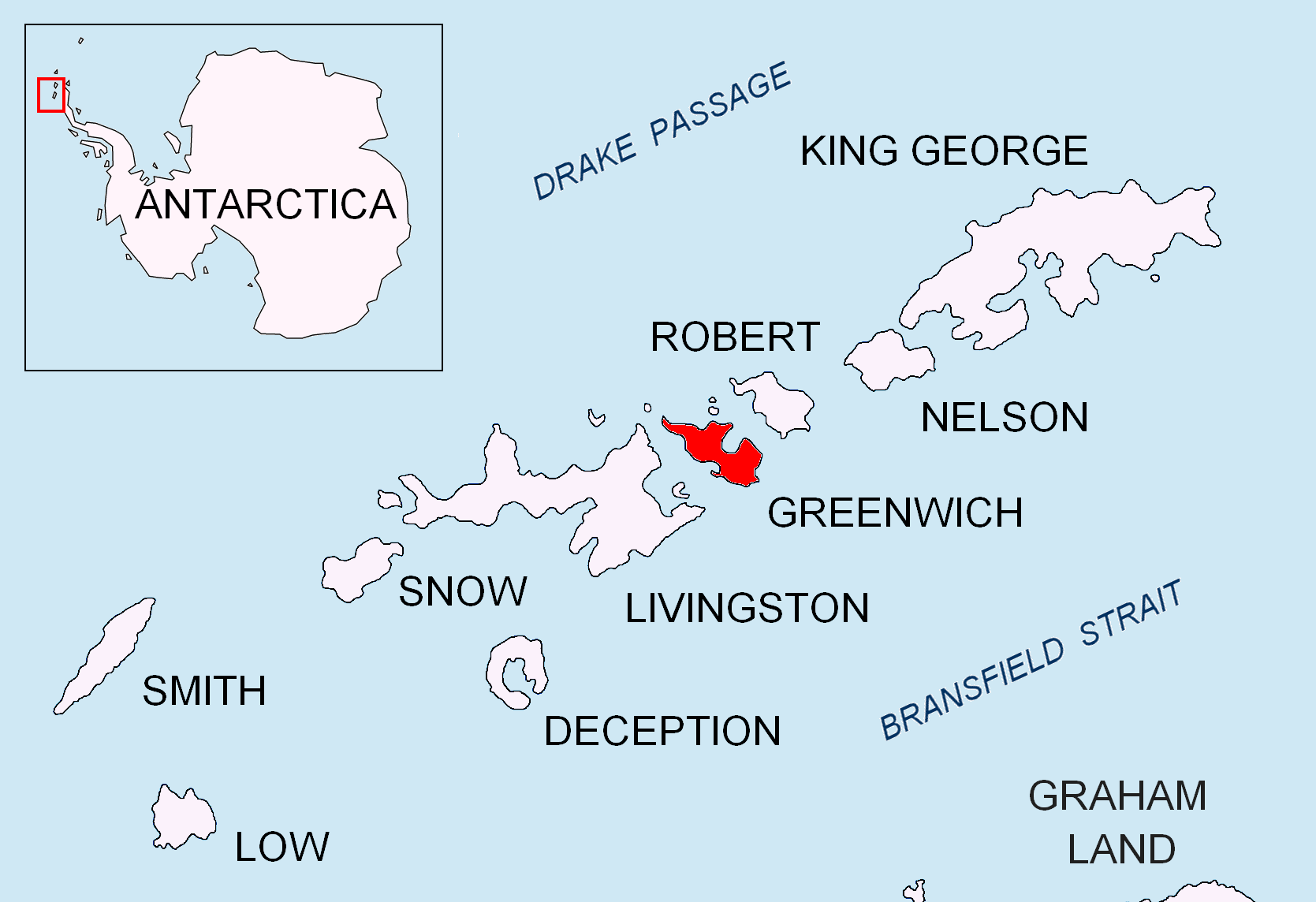

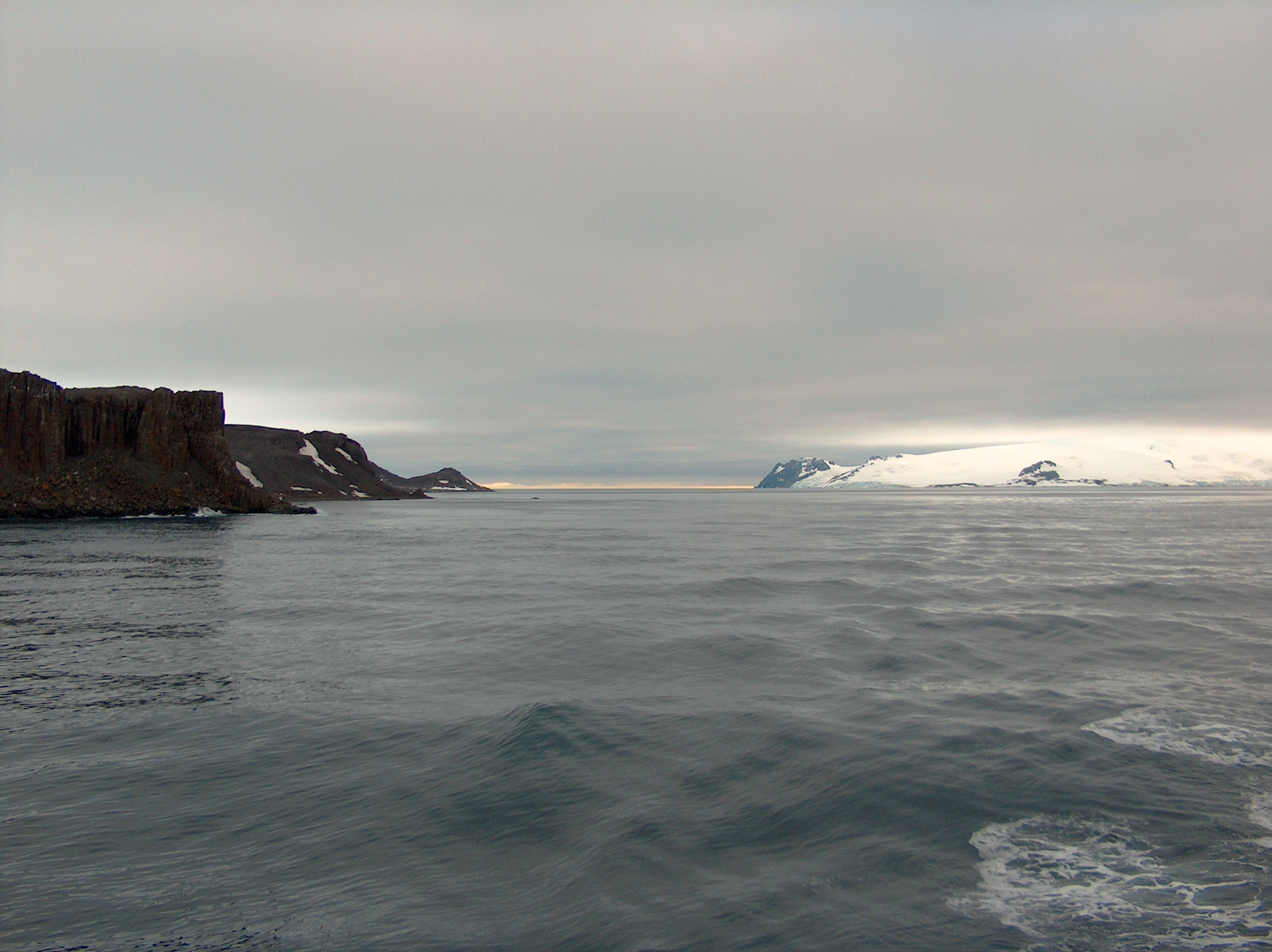

聖克魯斯角（英語：Santa Cruz Point）是南極洲的海岬，位於南设得兰群岛中格林尼治島最東端，處於福特角東北面4.9公里、阿什角東南面6.35公里、貝隆角以南6.53公里和愛德華茲角西南面5公里。

## 外部連結
- SCAR Composite Antarctic Gazetteer（页面存档备份，存于）.